# بزجه‌تپه، آق‌سرای
بزجه‌تپه (به ترکی استانبولی: Bozcatepe) یک منطقهٔ مسکونی در ترکیه است که در آق‌سرای واقع شده‌است.